# Lago di Walenstadt
Il lago di Walenstadt (in tedesco Walensee, in svizzero tedesco Waläsee, in romancio lai Rivaun) è un lago della Svizzera orientale, al confine tra i cantoni di San Gallo e Glarona.

## Geografia
Per circa due terzi della sua superficie si trova nel Canton San Gallo e per un terzo nel Canton Glarona. È il lago che bagna la cittadina di Walenstadt; altri comuni e villaggi sul lago sono Weesen, Quinten, Quarten e Murg.
I tre principali immissari sono: Seez, Murgbach e Linth. Quest'ultima continua il suo corso uscendo dal lago di Walenstadt fino al lago di Zurigo. Dal punto di vista orografico separa le Alpi Glaronesi (a sud) dalle Prealpi Svizzere (e, più precisamente, le Prealpi di Appenzello e di San Gallo - a nord).

## Opere civili
- Diga di Muslen